# Pliocardia
Pliocardia is een geslacht van tweekleppigen uit de familie Vesicomyidae.

## Soorten
De volgende soorten zijn bij het geslacht ingedeeld:
- Pliocardia atalantae (Cosel & Olu, 2009)
- Pliocardia caribbea (Boss, 1967)
- Pliocardia cordata (Boss, 1968)
- Pliocardia crenulomarginata (Okutani, Kojima & Iwasaki, 2002)
- Pliocardia donacia (Dall, 1908)
- Pliocardia hayashii (Habe, 1976)
- Pliocardia indica (E. A. Smith, 1904)
- Pliocardia krylovata (A. M. Martin & Goffredi, 2012)
- Pliocardia kuroshimana (Okutani, Fujikura & Kojima, 2000)
- Pliocardia ovalis (Dall, 1896)
- Pliocardia ponderosa (Boss, 1968)
- Pliocardia solidissima (Prashad, 1932)
- Pliocardia stearnsii (Dall, 1895)